# Autoretrat als tretze anys
L'Autoretrat als tretze anys és un dibuix a punta d'argent sobre paper (27,5x19,6 cm) de Albrecht Dürer, del 1484 i conservat a l'Albertina de Viena. Aquesta és la primera obra coneguda de l'artista, així com un dels primers retrats d'art europeu considerat com una obra en si mateixa.

## Història
El mateix Dürer va recordar l'obra afegint amb orgull l'escrit "Aquest l'he fet jo retratant la meva aparença davant el mirall, en el 1484, quan era encara un nen". En aquella època l'artista era a botiga del pare a Norimberga i començava a mostrar el seu precoç talent en el dibuix.

## Descripció i estil
El noi retrocedeix a mitja figura de tres quarts, i es va tornar cap a la dreta, amb els ulls en aquesta direcció, fins i tot la punta del seu dit de la mà dreta. Realitzat amb la difícil tècnica de la punta d'argent, que no permet dubtes, el retrat conté alguns errors. El dit massa llarg amb el qual l'artista mostra el seu propi reflex, o la mà oculta que subjecta el llapis, així com els ulls, que no tenen una mirada real, fan sentir la incomoditat dels principiants.
L'obra presenta analogies formals amb els primers dibuixos de l'artista, com el Retrat del pare amb statuetta de alfiere en mà, sobre esquemes de l'art Flamenc suggerit probablement pel pare o pel seu mestre Michael Wolgemut, pintor de Nuremberg que en el 1487 va agafar Dürer com a aprenent. L'any 1516 Dürer li va fer un homenatge al seu mestre pintat el Retrat de Michael Wolgemut.

## Altres autoretrats
- Autoretrat amb flor de card, Museu del Louvre (1493)
- Autoretrat amb guants, Museu del Prado (1498)
- Autoretrat amb vestit de pell, Alte Pinakothek (1500)